# Historikerstreit
 (décembre 2009).
Si vous disposez d'ouvrages ou d'articles de référence ou si vous connaissez des sites web de qualité traitant du thème abordé ici, merci de compléter l'article en donnant les références utiles à sa vérifiabilité et en les liant à la section « Notes et références ».
 (novembre 2018).

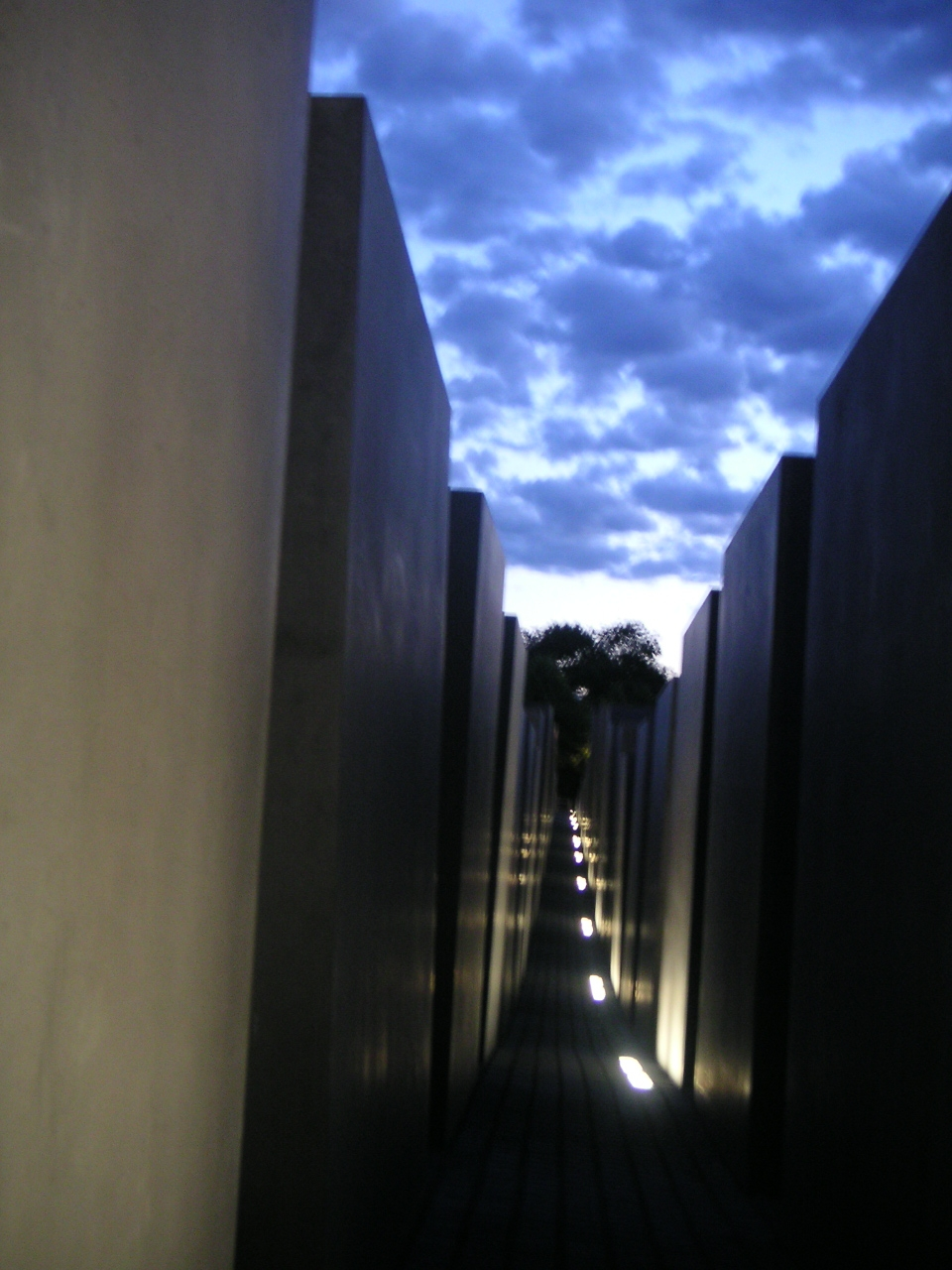
Monument à la mémoire des Juifs assassinés en Europe (Berlin, Allemagne)

La querelle des historiens (en allemand: Historikerstreit, /hɪsˈtoːʁɪkɐˌʃtʁaɪ̯t/, ? Écouter [Fiche]) est une controverse historiographique et politique qui a pris place en Allemagne de l'Ouest durant les années 1980, essentiellement entre 1986 et 1989. Cette controverse porta sur la place à accorder à la Shoah dans l'histoire allemande et sur sa singularité, au regard notamment des crimes commis par le régime communiste en URSS. La controverse est lancée en juillet 1986 par la publication d'un article du philosophe allemand Jürgen Habermas dans l'hebdomadaire Die Zeit, dénonçant les « tendances apologétiques dans l'historiographie contemporéaniste allemande ». L'auteur y critique les travaux récents de trois historiens allemands : Andreas Hillgruber, Michael Stürmer et Ernst Nolte. Ceux-ci sont accusés par Jürgen Habermas de relativiser la place du régime nazi et de la Shoah dans l'histoire allemande.
Dès 1986, cette controverse mobilise en Allemagne les principales figures de la recherche sur le nazisme, et déborde bientôt à l'étranger. À partir de la fin des années 1980, les discussions relatives à la querelle des historiens se concentrent essentiellement sur les travaux de Ernst Nolte.

## Les questions centrales
Le débat s'est centré sur quatre questions principales :
- Les crimes de l'Allemagne nazie incarnent-ils le mal absolu dans l'Histoire, ou est-ce que les crimes de Joseph Staline en Union soviétique sont équivalents, sinon pires ?
- L'histoire allemande a-t-elle suivi une « voie spéciale » (Sonderweg) conduisant inévitablement au nazisme ?
- D'autres génocides, dont le Génocide des Héréros et des Namas, le génocide arménien et le génocide des Khmers rouges au Cambodge, sont-ils comparables à la Shoah ? Beaucoup avaient le sentiment que ces comparaisons tendaient à banaliser la Shoah, mais d'autres ont maintenu que la Shoah pourrait être mieux comprise dans le contexte du XXe siècle par le biais de ces comparaisons.
- Les crimes commis par les nazis sont-ils une réaction aux crimes soviétiques sous Staline, comme Nolte l'a soutenu ? Le peuple allemand devrait-il supporter un fardeau de culpabilité pour les crimes nazis, ou bien les nouvelles générations d'Allemands pourraient-ils trouver des sources de fierté dans leur histoire ?

## La thèse intentionnaliste
Élaborée par les premiers historiens de la solution finale, comme Gerald Reitlinger en 1953, partagée par des spécialistes de l'idéologie d'Adolf Hitler, comme Eberhard Jäckel, la thèse intentionnaliste domine largement l'historiographie des années 1950 jusqu'au milieu des années 1980.
Pour les concepteurs et les partisans de cette thèse, la solution finale est le « déroulement logique d'une idée conçue de longue date », au centre de la pensée hitlérienne depuis la publication de Mein Kampf ; toujours selon ceux-ci, « seuls la position prééminente de Hitler dans le Troisième Reich et son antisémitisme (ainsi qu'en témoignèrent les responsables nazis) avaient rendu possible un tel programme. »

## La thèse fonctionnaliste
Développée dans les années 70 par des historiens comme Hans Mommsen et Hans-Ulrich Wehler, et par des philosophes comme Jürgen Habermas, cette thèse remet en question l'idée d'une planification de la solution finale découlant de l'origine même de l'idéologie nationale-socialiste.
Selon cette thèse, la solution finale n'est pas le produit de la pensée personnelle de Hitler dès la prise de pouvoir en 1933, mais plutôt le produit d'une suite de réactions et d'évènements « improvisés »  permis par l'organisation confuse des cercles du pouvoir. Loin d'une dictature uniforme découlant de l'esprit du fuhrer, l'Allemagne de l'époque serait plutôt désorganisée dans une foule d'organes de pouvoirs aux ambitions contradictoires et rivales. Ainsi, l'antisémitisme ne serait pas l'unique matrice motivante des crimes, ces derniers étant également le produit de facteurs causés par l'emballement de la guerre (défaite sur le front de l'Est, radicalisation du régime, accroissement des tensions internes). La lutte d'influence des groupes comme le SD, la Wehrmacht, le ministère des territoires occupés de l'Est ou encore les Reichskommissariat aurait donné naissance à une surenchère permanente de la violence.
Ainsi, la thèse fonctionnaliste appuie la motivation de la solution finale sur les crises militaires, les acteurs subalternes (rivalités entre les grands cadres du régime) et la désorganisation générale liée à la guerre. En conséquence, elle s'oppose à l'image d'un Hitler seul moteur du nazisme, tout puissant, et avec une volonté exterminatoire présente dès sa prise de fonction.

## La polémique
Le débat a entraîné un immense intérêt en Allemagne de l'Ouest. Il commença le 6 juin 1986, quand un texte du philosophe et historien Ernst Nolte fut publié dans la Frankfurter Allgemeine Zeitung : Die Vergangenheit, die nicht vergehen will (« Le passé qui ne veut pas passer »). Il affirmait que le « meurtre de race » des camps d'exterminations nazis était une « réaction défensive » au « meurtre de classe » du système stalinien du Goulag. Face à la menace bolchevique, il était raisonnable que le peuple allemand adopte le fascisme nazi. Nolte avait en fait déjà développé cet argument l'année précédente dans un essai publié en anglais : « Auschwitz [...] était avant tout une réaction engendrée par les événements destructeurs de la révolution russe [...] la soi-disant extermination des juifs sous le Troisième Reich fut une réaction ou une copie déformée et pas l'acte premier ou un original. »
Le philosophe Jürgen Habermas, répondant brièvement dans le journal Die Zeit, rejeta cette position. Dans cet article, il critiqua aussi d'autres historiens, en particulier Michael Stürmer et Andreas Hillgruber, les accusant de chercher à blanchir le passé allemand. Les points de vue d'Ernst Nolte et de Jürgen Habermas ont été au centre d'un débat au ton souvent agressif, avec des attaques personnelles. Les protagonistes publièrent de nombreuses tribunes et donnèrent des interviews télévisées.
La polémique a brièvement éclaté à nouveau en 2000 lorsque Ernst Nolte a reçu le prix Konrad Adenauer.

### Une tentative de synthèse
Des historiens, comme Ian Kershaw, ont tenté de sortir du débat entre l'intentionnalisme et le fonctionnalisme en proposant une synthèse entre les deux courants. Hitler est reconnu comme ayant donné l'impulsion cruciale de départ à la « Solution finale », mais c'est grâce au rôle actif et à l'ingéniosité de l'administration nazie (armée, SS et fonctionnaires d'État étaient en lutte de pouvoir permanente), que ce projet a pu aboutir.